# Nampa
Nampa je město v okresu Canyon County ve státě Idaho ve Spojených státech amerických. Je třetím největším městem v Idahu. Nachází se asi 10 km západně od Meridianu, druhého největšího města v Idaho, a 32 km západně od centra Boise, největšího města v Idahu. Nampa je zároveň 279. největším městem v USA.
K roku 2020 zde žilo 100 200 obyvatel. S celkovou rozlohou 90 km² byla hustota zalidnění 1 156 obyvatel na km². Město vzniklo v 19. století jako mezistanice na železnici spojující města Granger ve Wyomingu a Huntington v Oregonu.